# بيلي مان
بيلي مان (بالإنجليزية: Billy Mann)‏ هو ناشر موسيقى ‏ ومنتج أسطوانات وكاتب أغاني ومغني أمريكي، ولد في 30 ديسمبر 1968 في فيلادلفيا في الولايات المتحدة.

## وصلات خارجية
- الموقع الرسمي
- بيلي مان على موقع ميوزك برينز (الإنجليزية)
- بيلي مان على موقع أول ميوزيك (الإنجليزية)
- بيلي مان على موقع ديسكوغز (الإنجليزية)